# Бакой
Бакой («Белая река», фр. Le Bakoye (Rivière Blanche)) — река в Западной Африке, протекает в Гвинее и Мали, после слияния с рекой Бафинг образует реку Сенегал. Длина реки составляет 560 км.

## География

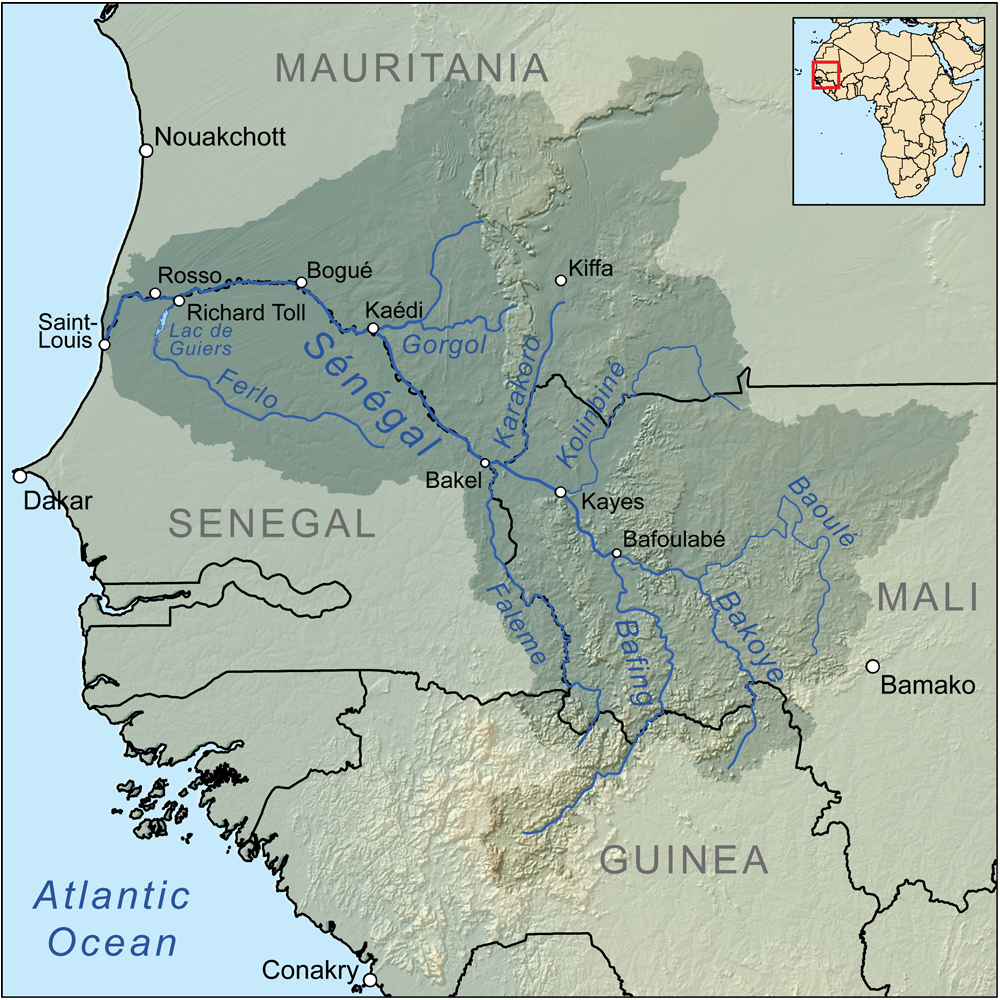
Бассейн реки Сенегал.

Бакой вместе с более крупным Бафингом после слияния в Бафулабе в западной части Мали образуют реку Сенегал. Бафинг также называют «Чёрной рекой», в отличие от Бакой, называемой «Белая река».
Истоки Бакоя находятся в Гвинее на вершинах горного региона Фута-Джаллон к северо-западу от Сигири (Гвинея) на высоте 706 м над уровнем моря. Течёт на северо-восток через холмы Мандинго, к границе с Мали. На территории Мали поворачивает на северо-северо-запад, где к западу от Бамако в него впадает главный приток Бауле («Красная река»). Затем поворачивает на запад до Бафулабе (Мали), где впадает в Бафинг и образует реку Сенегал. У слияния расход воды Бакоя составляет от трети до половины расхода Бафинга.
Длина реки — 560 км. Площадь водосборного бассейна — 85 600 км². Река не судоходна. Это единственная река в гвинейской префектуре Сигири, которая не впадает в Нигер.

## Гидрография
Гидрография реки наблюдалось в течение 39 лет с 1952 по 1990 годы на станции в Уалиа (Мали), расположенной примерно в 50 км от слияния с Бафинг.
Среднегодовой сток, наблюдавшийся в течение этого периода в Уалиа, составлял 141 м³/с для водосборного бассейна ок. 84 400 км², что составляет практически весь водосбор Бакоя.
Бакой — умеренно полноводный, но очень нерегулярный поток с длительными периодами полного высыхания. Среднемесячный расход, наблюдаемый в мае (минимальный низкий расход), достигает 0,2 м³/с, что в 3000 раз меньше, чем средний расход в сентябре, что свидетельствует о значительной сезонной неравномерности. За период 39-летнего наблюдения минимальный месячный расход составлял 0 м³/с (полное пересыхание), тогда как максимальный месячный расход составлял 1382 м³/с.